# Завадка (река)
Завадка (укр. Завадка) — река в Стрыйском и Самборском районах Львовской области, Украина. Правый приток реки Стрый (бассейн Днестра).
Длина реки 24,6 км. Площадь водосборного бассейна 164 км². Уклон реки 20 м/км. Долина террасированная, глубоко врезанная, в низовьях шириной более 1 км. Русло извилистое, шириной 5-8 м. Река имеет паводковый режим.
Берёт начало в Сколевских Бескидах (Украинские Карпаты), южнее села Мыта. Течёт преимущественно на северо-запад. Впадает в Стрый в селе Ильник юго-восточнее города Турка.
Основной приток — Должанка (левый).
Протекает через сёла Мыта, Росохач, Завадка, Межигорье, Рыков, Ильник.